# منتخب السلفادور تحت 17 سنة لكرة القدم
منتخب السلفادور تحت 17 سنة لكرة القدم (بالإسبانية: Selección de fútbol sub-17 de El Salvador)‏ هو ممثل السلفادور الرسمي في المنافسات الدولية في كرة القدم في فئة كرة قدم تحت 17 سنة للرجال، يديريه اتحاد السلفادور لكرة القدم.